# Mazunte
Mazunte es un pequeño pueblo sobre la costa del Pacífico en Oaxaca, México. Está localizado a 22 km del suroeste de San Pedro Pochutla sobre la carretera costera 200, a unos 10 km al oeste de Puerto Ángel y sólo a 1 km de San Agustinillo y a 264 km al sur de la capital de Oaxaca. Existen dos etimologías para el nombre. Algunas fuentes señalan que “Mazunte” se deriva de la frase en Nahuatl “maxotetia” que significa “por favor deposita huevos aquí.” Sin embargo, los residentes de edad avanzada de la comunidad señalan que ésta viene de la palabra “mizontle,” usada por la gente local para referirse a las especies de cangrejo que eran muy abundantes en el área.
Mazunte es famoso por sus tortugas marinas. Durante la primera mitad del siglo XX, había poca población, pero esto cambió cuando se desarrolló un mercado para la carne y huevos de tortuga, debido a que muchas tortugas que vienen de Mazunte ponen huevos. Para la década de los 70, Mazunte fue el centro de la caza de tortugas marinas en México, con su propio matadero. La preocupación por la disminución del número de tortugas con el tiempo llevó a una prohibición absoluta de su carne y huevos en México y la mayoría de las familias de Mazunte se vieron desfavorecidas de su principal fuente de ingresos. Para reemplazarlo, el ecoturismo se basó en la conservación de tortugas y el desarrollo de cosméticos naturales. Las atracciones principales de Mazunte en la actualidad son el Centro Mexicano de la Tortuga y los Cosméticos Naturales de Mazuntle.

## Historia
Hasta mediados del siglo XX, muy poca gente vivía en esta área por estar aislada y de difícil acceso. Había sólo dos o tres casas pertenecientes a familias que sobrevivían de la pesca y de la agricultura. La población empezó a incrementar con el establecimiento de la caza de la tortuga, que se inició en las cercanías de San Agustinillo. En la década de 1970, un matadero de tortugas fue construido en San Agustinillo, haciendo del área el centro de explotación de tortugas, y el pueblo se hizo completamente dependiente del comercio de carne y huevos de tortuga, estos últimos considerados como afrodisíaco. Legalmente cerca de 30,000 animales al año eran asesinados, pero algunos ambientalistas creen que con la toma ilegal pudo haber sido más del doble.
La idea del ecoturismo basado en las tortugas marinas comenzó en la década de 1970 cuando una compañía llamada Pesquera Industrial de Oaxaca (PIOSA) empezó a preocuparse por la sobre explotación de las tortugas marinas y propuso una industria basada en la cría y liberación de tortugas, así como el seguimiento de la captura comercial. Se fundó un centro que fue adquirido en 1985 por el Instituto Nacional de la Pesca, nombrándolo después Daniel León de Guevara. En 1971, México prohibió la recolección de huevos. Para 1988, el número de nidos se redujo a 100,000 de un promedio anterior de 900,000. Después de la moratoria de las tortugas marinas, el número de nidos aumentó de nuevo rápidamente.
El comercio de carne y huevos de tortuga fue prohibido por el gobierno federal mexicano en 1990, y la mayoría de habitantes del lugar perdió su principal fuente de ingresos. El gobierno y las organizaciones privadas intervinieron para ofrecer alternativas. El gobierno federal estableció el Centro Mexicano de la Tortuga para hacer de las tortugas marinas un recurso turístico. La comunidad fue también atendida por un grupo ambientalista conocido como Ecosolar en la Ciudad de México y desarrolló un plan para la educación del ambiente, reforestación y ecoturismo. A finales de 1993, estos grupos, junto con la Acción Forestal Tropical plantaron cerca de 6, 000 árboles y fueron construidos búngalos. para los huéspedes a partir de materiales tradicionales, como hojas de palma y adobe. Estos búngalos originalmente se construyeron junto a las casas de las familias, con invitados compartiendo las comidas en familia y acompañando a los pescadores al mar.
En 1993, Anita Roddick, fundadora de The Body Shop, fue invitada a visitar Mazunte. Impresionada con los esfuerzos de aquí, se alcanzó un acuerdo para distribuir cosméticos hechos aquí con ingredientes locales. Este esfuerzo también resultó en la creación de Cosméticos Naturales de Mazunte, una corporación de quince familias que producen y venden su propia línea de cosméticos desde 1996.
La comunidad se ha declarado a sí misma como "Reserva Económica Ecológica Campesina", han detenido la caza de tortugas y sus huevos y han trabajado para su preservación. El número de huevos de tortuga incrementó de 60,000 en 1988 a cerca de 700,000 en 1995 y el número continúa aumentando.
En 1997, Mazunte fue devastado por el Huracán Pauline y por el Rick, los cuales causaron destrucción y un colapso económico. El 13 de junio de 2012, por la noche, el huracán Carlotta devastó Mazunte con vientos de 55 km/h y rachas de 75 km/h. 
El 13 de agosto de 2015, el Gobierno Estatal a través de la Coordinación Estatal de Protección Civil de Oaxaca (CEPCO), informó que ese mismo día a las 10 a. m., llegó a Mazunte y a otras comunidades vecinas un tornado en el mar llamado “Tromba Marina” o “Turbonada”, lo cual entró al pueblo y levantó algunas palapas y árboles.
Para reconstruir el turismo, se llevan a cabo eventos anuales, tales como: el Festival Internacional de Jazz, que este noviembre de 2015 cumple su décima edición, y el Festival Internacional de Circo, que el febrero pasado fue su quinta edición.
Desde la prohibición y el cambio en la economía, el ingreso familiar ha mejorado en un promedio de 17%. Antes, muchas viviendas no tenían agua potable, electricidad, escuelas o centros de salud. Pero ahora ya hay agua potable universal, tres escuelas y una mayor variedad en la dieta. Los precios de la tierra se han incrementado al igual que las rentas.

## La comunidad

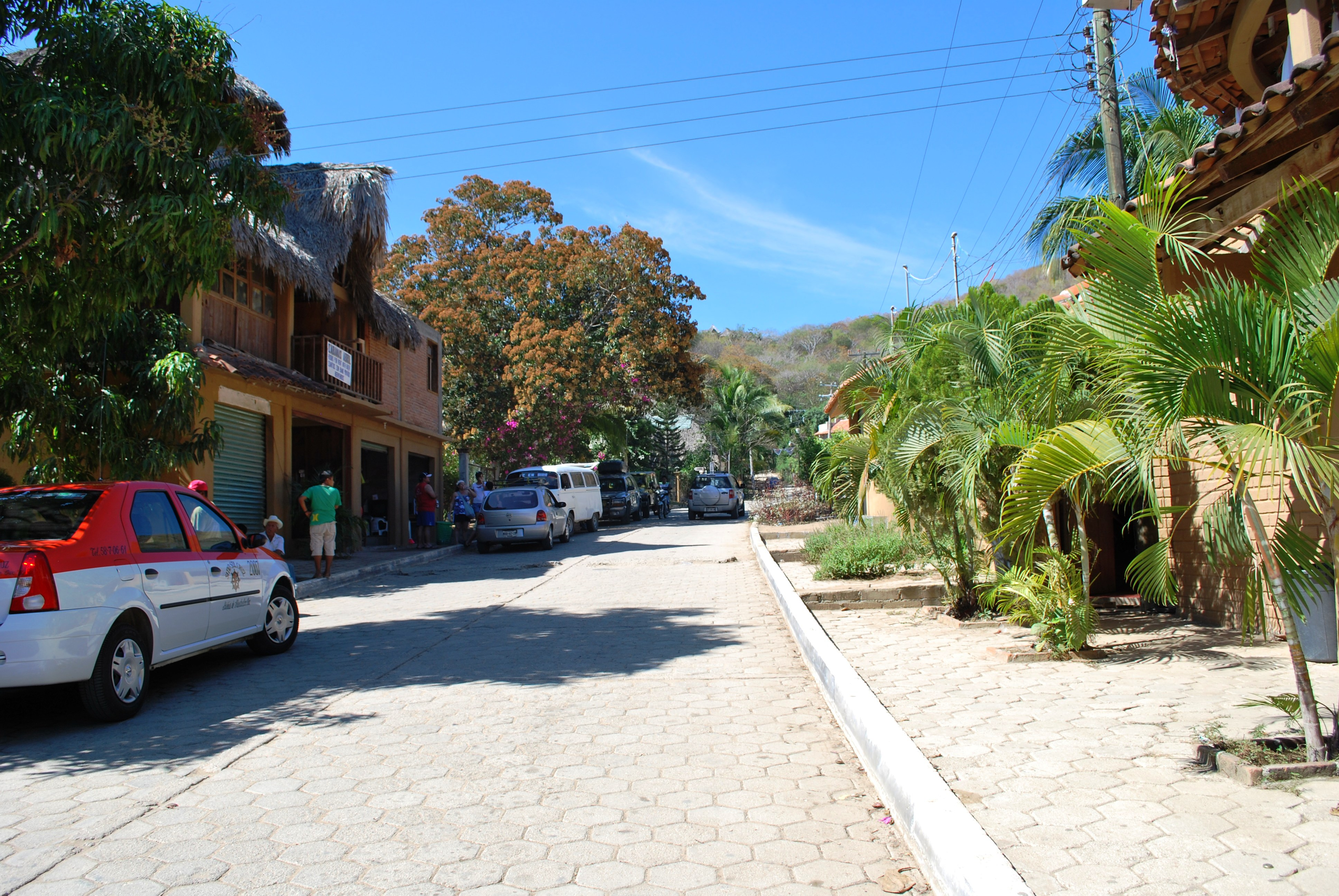
Main street of Mazunte

Mazunte es un pequeño pueblo el cual, el 25 de septiembre de 2015, fue declarado por la Secretaría de Turismo (SECTUR) “Pueblo Mágico”, junto con otros 27 pueblos más. Es considerado así ya que tiene las siguientes características: 
- Conserva atributos simbólicos y una bella arquitectura.
- Es protagonista de hechos trascendentales y leyendas.
- Pueblo muy antiguo por su historia y cultura .
- Una cotidianidad intacta .
- Sus habitantes mantienen sus costumbres y tradiciones.

Mazunte está ubicado entre una amplia playa, a 1 km de la playa y de la Sierra Madre del Sur. Paralela a la playa está la Avenida Paseo del Mazunte, la calle principal, la cual conecta el pueblo con otros cercanos. El área tiene árboles caducifolios los cuales tiran hojas en estaciones secas. Acerca de veinte especies diferentes pueden ser encontrados aquí, al igual que un buen número de cactus y manglares. Sigue siendo un pueblo rural, con mañanas llenas con el sonido del canto de los gallos. El pueblo es más grande que San Agustinillo, pero la diferencia principal es que su arquitectura se basa en el uso de materiales naturales. Mazunte tiene códigos de construcción que se estipula que todas las construcciones son mezcladas con estructuras ya existentes. La comunidad tiene reglas estrictas acerca de cómo, dónde y qué debe ser construido en la comunidad. Parte de la razón de esto es para desalentar la especulación de la tierra y el desarrollo.

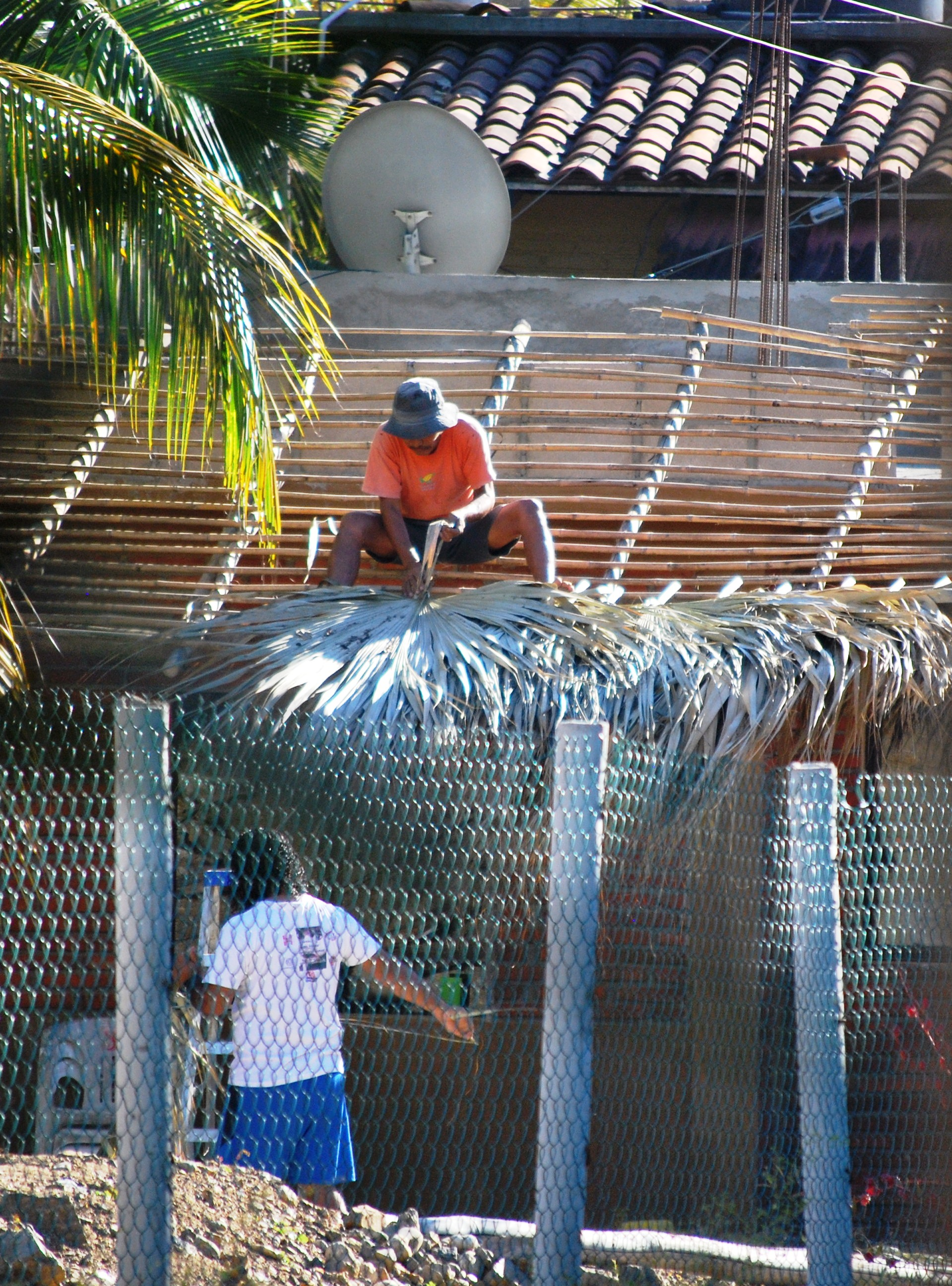
Building palapa roof with palm fronds

En la década de los 90's migro una gran cantidad de italianos a Mazunte y otros pueblos cercanos de la costa oaxaqueña. Su presencia se observa por la gastronomía de los restaurantes establecido a lo largo de la costa, por la peculiaridad de la degustación como pizza cocinada en horno de leña, así como, las distintivas pastas que se ofrecen en los restaurantes. Cosméticos Naturales de Mazunte es una empresa de una cooperativa de la comunidad dedicada a hacer cosméticos de alta calidad 100% ecológicos. Esto comenzó hace una década con el patrocinio de la compañía británica The Body Shop, y el gobierno federal mexicano. Este y otros proyectos fueron también apoyados por organismos no-gubernamentales como las embajadas de Canadá, Francia e Inglaterra, así como universidades, tales como la Stanford, el Instituto Politécnico Nacional y la Universidad Nacional Autónoma de México, las cuales ayudaron en el diseño industrial, el conocimiento de productos locales y la realización de cosméticos. La empresa produce champú, acoandicionador, gel de baño, jabón y otros artículos. y es una atracción turística también, con turibuses estacionados enfrente que les permite a los visitantes ver cómo la empresa trabaja y poder comprar. La empresa tiene el eslogan de “el milagro de Mazunte”.

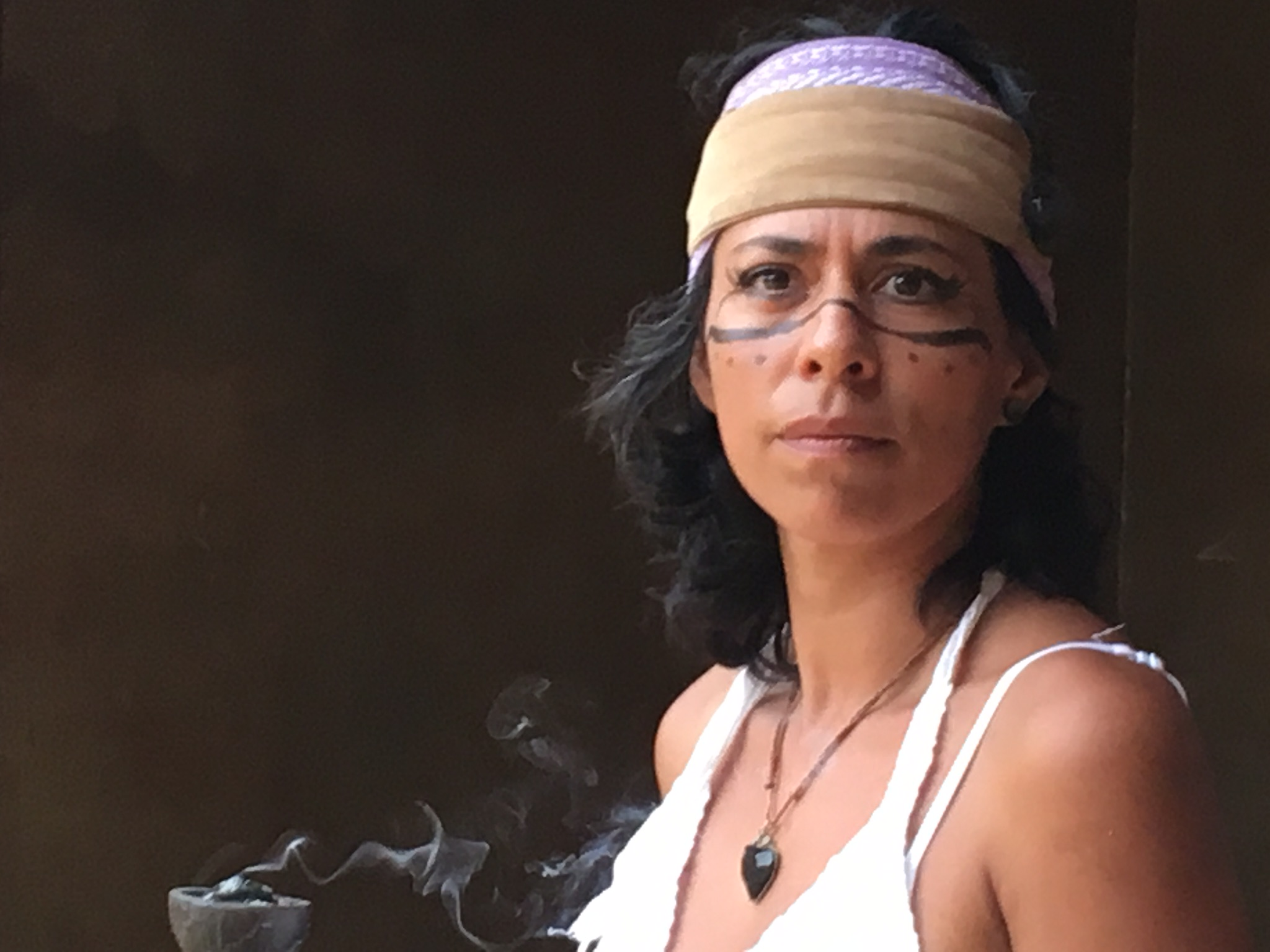
Obra de teatro del Calpulli Huitztlampa en el Festival de Jazz

El Festival de Jazz Mazunte dio inicio en el 2005 y se lleva a cabo anualmente. Es uno de los más largos en el estado de Oaxaca. El Festival del 2009 incluyó artistas como Kati Mejía de Estados Unidos., Samuel Piña del estado de Tabasco, el Trío de Adrián Oropeza, la Big Band Jazz de Oaxaca, así como el guitarrista flamenco David Jenkins.
La Fiesta Anual de Mazunte se realiza en enero, e incluye eventos como carrozas, concurso de Miss Bikini y de aguja pesca.
El transporte público en Mazunte está basado en camionetas que han sido equipadas para recoger pasajeros y carga. Estas camionetas conectan Mazunte con el cercano San Agustinillo, Zipolite y la ciudad de Pochutla.

## Las playas
Mazunte está a un 1 kilómetro (0,6 mi) tramo de playa con una ensenada aislada en el extremo oeste. Los barcos en esta playa ofrecen paseos a Zipolite, Puerto Ángel, Estacahuite, La Mina, La Boquilla y Ventanilla. Dependiendo de la estación, es posible ver ballenas, delfines, tortugas, mantarrayas y otras especies acuáticas. Alquiler para los deportes acuáticos también están disponibles. La playa principal y la cala en el extremo oeste tienen una serie de pequeños hoteles y restaurantes. Todas las playas tienen salvavidas durante las temporadas turísticas. Hay otras dos playas aisladas y no desarrolladas en el área, Playa Mermejita en Punta Cometa y Playa Escobilla sólo al oeste de las playas principales.

## Centro Mexicano de la Tortuga

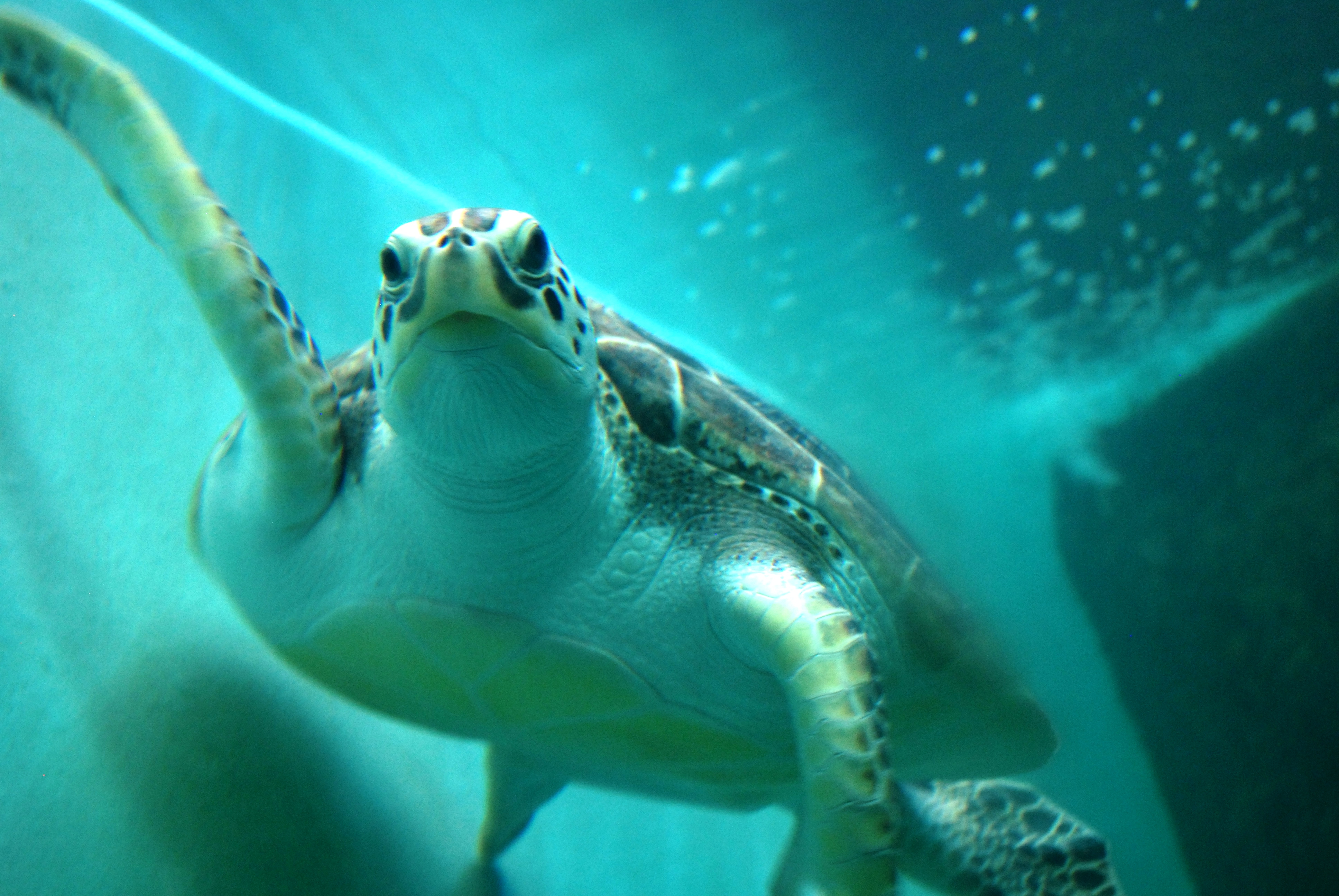
Hawksbill turtle in the aquarium of the Center

La idea de promover tortugas marinas como una base ecoturística comenzó en la década de 1970 cuando la caza de tortugas en Mazunte y otras comunidades costeras cercanas estaban en su apogeo. Una organización para promover la idea fue fundada en aquel tiempo, la cual se convirtió en un pequeño centro 1985, operado por el Instituto Nacional de la Pesca y lo nombraron Daniel León de Guevara.
El Centro Mexicano de la Tortuga es lo que se llamó "museo de la tortuga" decretado por el gobierno federal en el año de 1991, después de que se instauró la veda "total y permanente" de tortugas marinas. Se empezó a construir en 1992 y se terminó en noviembre de 1993. Abrió sus puertas al público en marzo de 1994. El Centro Mexicano de la Tortuga es un acuario y centro de investigación dedicado a las tortugas, especialmente a las tortugas marinas. La instalación comprende cuatro hectáreas localizadas en Mazunte justo al lado de la playa, cerca de donde se encontraba el rastro de tortugas marinas ubicado en San Agustinillo. El Centro cuenta con ejemplares de todas las tortugas marinas originarias de México, así como seis especies de tortugas de agua fresca y dos de tierra. Contiene tanques y otros hábitats en los cuales una variedad de especies de tortugas pueden ser vistas. Los edificios en el sitio están diseñados para ser similares a los de su alrededor, tanto tradicionales como modernos. Tanques al aire libre tienen las especies de tortugas de diferentes años e incluyen incubadoras naturales y artificiales para los huevos. La instalación también comprende un cuarto de usos múltiples, tienda de regalos y un jardín de cactus. Los objetivos de la investigación incluyen el desarrollo de técnicas para la gestión, incremento y conservación de las especies de tortugas del país, así como promover conocimiento y el turismo ecológico basado en tortugas. Esta instalación recibe 60,000 visitantes al año.

## Punta Cometa

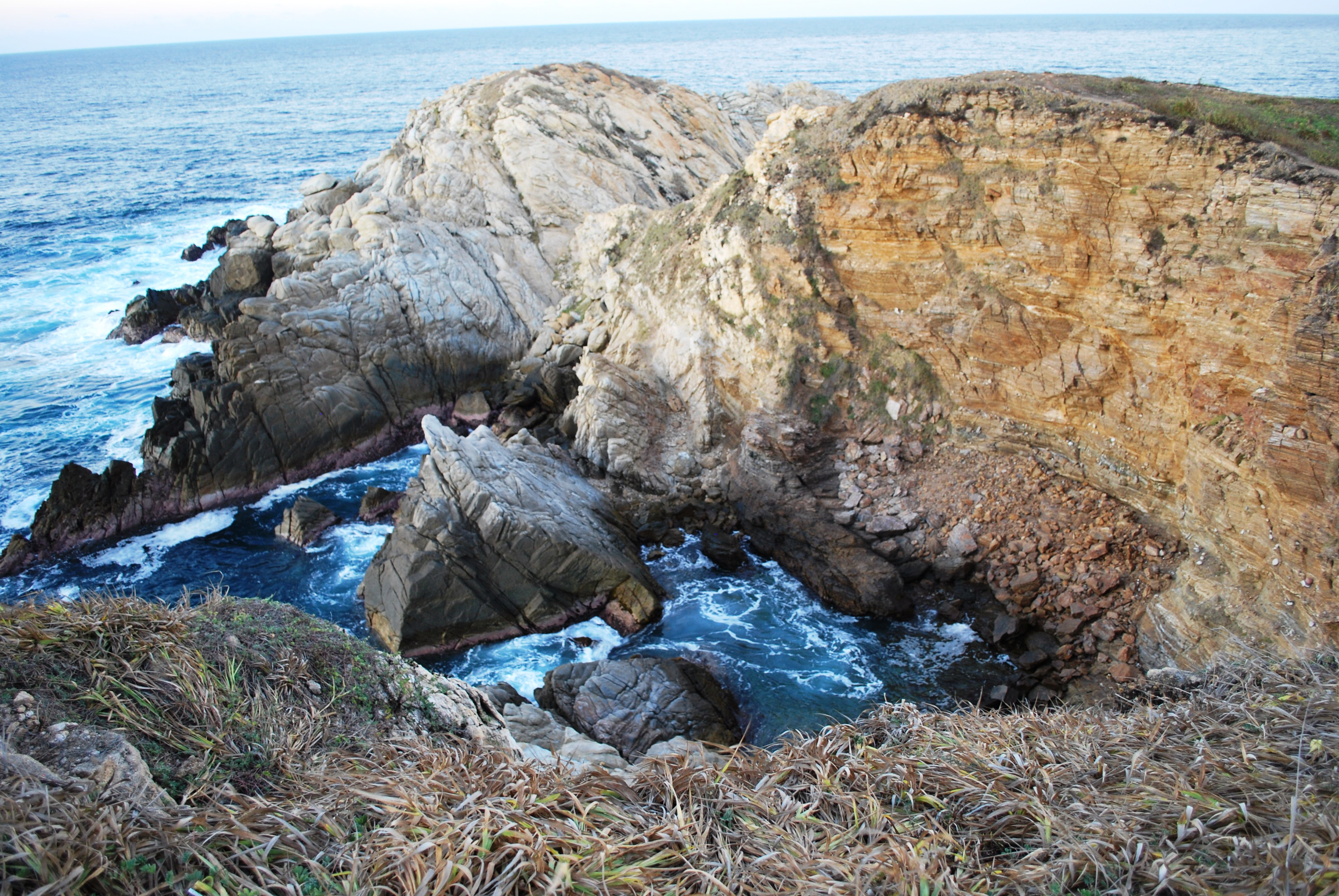
Tip of Punta Cometa jutting into the Pacific Ocean

El extremo oeste de la playa de Mazunte es bordeado por Punta Cometa, que es una pequeña península o montaña que sobresale de la costa. Punta Cometa es también conocida como “Cerro Sagrado”. Es el punto más meridional del estado de Oaxaca y un importante lugar de paso para las aves migratorias y mamíferos marinos, como las ballenas. Hay también una pequeña playa virgen llamada Mermejita en el lado oeste.
En la época prehispánica, esta zona fue un enclave militar de los Aztecas, quienes construyeron un pequeño muro alrededor de Punta Cometa, los restos de lo que ahora localmente se llama “corral de piedra”. Durante el periodo colonial, el área se convirtió en un bastión para las fuerzas españolas y los piratas, quienes usaban la ubicación de Punta Cometa para estudiar el mar con 180 grados de visibilidad. Hay también historias acerca de los Aztecas y de tesoros de piratas escondidos aquí.